# Wrangelska palatset

Wrangelska palatset på Birger Jarls torg 16, Riddarholmen, Stockholm är sedan 1756 säte för Svea hovrätt. Delar av byggnaden har sitt ursprung i befästningsverk från 1530-talet. Byggnaden fick huvudsakligen sitt nuvarande utseende 1652–1670 av arkitekt Nicodemus Tessin d.ä. för Carl Gustaf Wrangel. Åren 1697–1754 var palatset residens för kungahuset.

## Historik
Det södra rundtornet är från Gustav Vasas befästningsverk från 1530-talet. Riksrådet Lars Eriksson Sparre förlänades tomten av kronan 1629, och lät uppföra ett stenhus, vars källare finns kvar under palatset. 1648 köpte drottning Kristina palatset som gåva åt fältherren Carl Gustaf Wrangel som lät bygga till det 1652–1670 med ritningar av arkitekterna Nicodemus Tessin d.ä., som ledde bygget, och Jean De La Vallée. En brand 1693 förstörde fasadutsmyckningarna. 
Efter Slottsbranden 1697 blev palatset bostad för den kungliga familjen och hovet tills det nuvarande kungliga slottet Stockholms slott stod inflyttningsklart 1754, det vill säga i 57 år, och blev kallat Kungshuset. Det rustades upp av Nicodemus Tessin d.y.. Regenterna under tiden i Kungshuset var Karl XII, Ulrika Eleonora, Fredrik I och Adolf Fredrik. 
Efter Riddarholmsbranden 1802 byggdes palatset om av arkitekt Carl Christoffer Gjörwell, då annexen mot holmens inre revs. Det gamla fallfärdiga kungshusets kök och sedermera fatbur vid vattnet revs också. Den svårt skadade södra flygeln och huvudbyggnaden revs till stora delar och återuppfördes delvis med nya kontorsrumsvåningar. En omfattande restaurering och upprustning genomfördes 1948–1950. Sedan 1954 använder hovrätten hela huset. Då återställdes bland annat Tessin d.ä:s entréhall. Fasaden renoverades 1984 till 1985, återställdes putsens kulör till vitt. Palatset renoverades invändigt 2003–2004 för tillgänglighetsanpassning.
Under 1600-talet var Wrangelska palatset Stockholms största privatpalats med en terrasserad gårdsanläggning med sjögård mot Mälaren. De släta murarna är uttryck för den sparsamhet som präglade återuppbyggnaden efter branden 1802. Av de rikt utsmyckade fasaderna återstår endast fragment såsom skulpterad sandstensportal och gallerier åt gården. Vid den senaste restaureringen har palatset återfått 1600-talets vita puts med detaljer i grått.
Det sägs att Statskontoret, som 1756–1928 var inrymt i Wrangelska palatset, gav August Strindberg stoff till en dräpande passus i Röda rummets berömda första kapitel Stockholm i fågelperspektiv.

## Se även

Wrangelska palatset i Suecia antiqua et hodierna. Notera mannen som urinerar mot palatset till vänster i bilden.

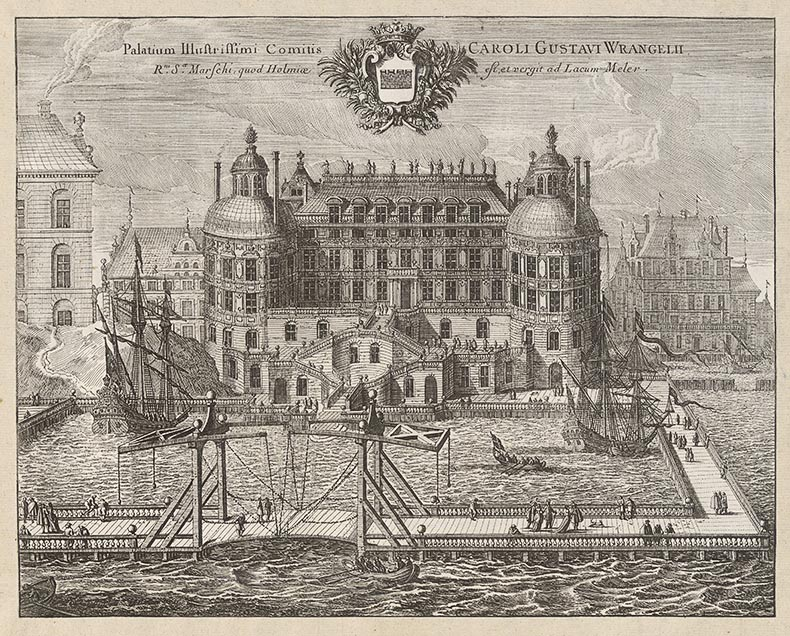
Wrangelska palatset från Mälarsidan ca 1670
Från Suecia antiqua et hodierna